# Mercedes-Benz Classe M
La Mercedes-Benz Classe M (dal 2015 ribattezzata Classe GLE) identifica quella fascia di gamma della casa automobilistica tedesca Mercedes-Benz che rappresenta i SUV di fascia alta. Tale fascia di gamma è stata introdotta a partire dal 1997. Dal 2015 cambia nome in GLE.

## Modelli
La Classe M è stata finora declinata in tre modelli, differenti tra loro per la struttura tecnica sulla quale sono stati basati.

### W163
| Vista anteriore | Vista posteriore | Vista anteriore post-restyling | Vista posteriore post-restyling |
| --------------- | ---------------- | ------------------------------ | ------------------------------- |
|                 |                  |                                |                                 |

La prima serie, prodotta dal 1997 al 2005, è identificata dalla sigla di progetto W163, ed era caratterizzata dall'avere ancora un telaio separato in luogo della successiva soluzione a scocca portante, che l'ha allontanata dalle caratteristiche dei fuoristrada per renderla a tutti gli effetti un SUV. Il suo restyling è avvenuto nel 2002.

### W164
| Vista anteriore | Vista posteriore | Vista anteriore restyling | Vista posteriore post-restyling |
| --------------- | ---------------- | ------------------------- | ------------------------------- |
|                 |                  |                           |                                 |

Nel giugno 2005 venne introdotto il nuovo modello che modificò anche la sua numerazione interna in W164, con maggiori dimensioni, linea decisamente più moderna e dinamica e l'abbandono del telaio separato in favore della struttura a scocca portante: il nuovo modello ha subito un restyling frontale nella metà del 2008, gli interventi estetici hanno interessato la mascherina, resa più aggressiva.

### W166
| Vista anteriore | Vista laterale | Vista semi posteriore | Vista posteriore |
| --------------- | -------------- | --------------------- | ---------------- |
|                 |                |                       |                  |

Al Salone di Francoforte del 2011 è stata svelata in anteprima mondiale la terza generazione della Classe M, siglata W166. L'avvio della commercializzazione è iniziato a novembre. Nel 2015 subisce un restyling e cambia nome in GLE. Nello stesso anno debutta la GLE Coupé che va a competere con la BMW X6.